# 秦昭子
秦昭子（？—？），战国时期秦国国君秦怀公的太子，早死。秦怀公死后，秦昭子的儿子秦灵公继位。